# Coppa Libertadores 2016 (calcio femminile)
La Coppa Libertadores 2016 è stata la 8ª edizione della massima competizione sudamericana riservata a squadre femminili di club. Il torneo si è tenuto tra il 6 e il 20 dicembre in Uruguay.
Il trofeo è stato vinto, per la prima volta nella loro storia, dalle paraguaiane del Libertad/Limpeño.

## Squadre
Al torneo partecipano 12 squadre di 10 federazioni (i 10 membri della CONMEBOL), i cui criteri di qualificazione sono determinati dalle singole federazioni nazionali.
| Nazione               | Squadra                 | Qualificazione                                             |
| --------------------- | ----------------------- | ---------------------------------------------------------- |
| Argentina (1 squadra) | UAI Urquiza             | Campione del Campionato Argentino Femminile 2016           |
| Bolivia (1 squadra)   | San Martín de Porres    | Campione del Campionato Nazionale femminile boliviano 2016 |
| Brasile (2 squadre)   | Ferroviária             | Campione in carica                                         |
| Brasile (2 squadre)   | Foz Cataratas           | 3ª Classificata nella Coppa del Brasile femminile 2015     |
| Cile (1 squadra)      | Colo-Colo               | Campione del Campionato Cileno Femminile 2015              |
| Colombia (1 squadra)  | Generaciones Palmiranas | Campione del Campionato Colombiano Femminile 2016          |
| Ecuador (1 squadra)   | Unión Española          | Campione del Campionato Ecuadoriano Femminile 2015         |
| Paraguay (1 squadra)  | Libertad/Limpeño        | Campione del Campionato Paraguaiano Femminile 2015         |
| Perù (1 squadra)      | Universitario           | Campione del Campionato Peruviano Femminile 2016           |
| Uruguay (2 squadre)   | Colón                   | Campione del Campionato Uruguaiano Femminile 2015          |
| Uruguay (2 squadre)   | Nacional                | Vicecampione del Campionato Uruguaiano Femminile 2015      |
| Venezuela (1 squadra) | Estudiantes de Guárico  | Campione del Campionato Femminile Venezuelano 2016         |

## Stadi
Le partite si sono tenute a Montevideo e Colonia del Sacramento nei seguenti stadi:
- Stadio Charrúa, Montevideo (14.000)
- Stadio Profesor Alberto Suppici, Colonia del Sacramento (6.500)

## Fase a gironi

### Gruppo A
| Pos. | Squadra          | Pt | G | V | N | P | GF | GS | DR  |
| ---- | ---------------- | -- | - | - | - | - | -- | -- | --- |
| 1.   | Libertad/Limpeño | 7  | 3 | 2 | 1 | 0 | 7  | 2  | +5  |
| 2.   | Colón            | 6  | 3 | 2 | 0 | 1 | 8  | 4  | +4  |
| 3.   | UAI Urquiza      | 4  | 3 | 1 | 1 | 1 | 3  | 2  | +1  |
| 4.   | Universitario    | 0  | 3 | 0 | 0 | 3 | 0  | 10 | -10 |

### Gruppo B
| Pos. | Squadra                 | Pt | G | V | N | P | GF | GS | DR  |
| ---- | ----------------------- | -- | - | - | - | - | -- | -- | --- |
| 1.   | Foz Cataratas           | 9  | 3 | 3 | 0 | 0 | 8  | 2  | +6  |
| 2.   | Generacionas Palmiranas | 4  | 3 | 1 | 1 | 1 | 8  | 3  | +5  |
| 3.   | San Martín de Porres    | 4  | 3 | 1 | 1 | 1 | 5  | 5  | 0   |
| 4.   | Nacional                | 0  | 3 | 0 | 0 | 3 | 2  | 13 | -11 |

### Gruppo C
| Pos. | Squadra                | Pt | G | V | N | P | GF | GS | DR |
| ---- | ---------------------- | -- | - | - | - | - | -- | -- | -- |
| 1.   | Estudiantes de Guárico | 7  | 3 | 2 | 1 | 0 | 2  | 0  | +2 |
| 2.   | Colo-Colo              | 5  | 3 | 1 | 2 | 0 | 4  | 3  | +1 |
| 3.   | Ferroviária            | 4  | 3 | 1 | 1 | 1 | 6  | 3  | +3 |
| 4.   | Unión Española         | 0  | 3 | 0 | 0 | 3 | 3  | 9  | -6 |

### Raffronto delle seconde classificate
| Pos. | Squadra                 | Pt | G | V | N | P | GF | GS | DR |
| ---- | ----------------------- | -- | - | - | - | - | -- | -- | -- |
| 1.   | Colón                   | 6  | 3 | 2 | 0 | 1 | 8  | 4  | +4 |
| 2.   | Colo-Colo               | 5  | 3 | 1 | 2 | 0 | 4  | 3  | +1 |
| 3.   | Generaciones Palmiranas | 4  | 3 | 1 | 1 | 1 | 8  | 3  | +5 |

## Fase a eliminazione diretta
|  | Semifinali             | Semifinali             | Semifinali             |                        |                  | Finale              | Finale              | Finale          |  |
|  |                        |                        |                        |                        |                  |                     |                     |                 |  |
|  | Libertad/Limpeño       | Libertad/Limpeño       | 2                      |                        |                  |                     |                     |                 |  |
|  | Libertad/Limpeño       | Libertad/Limpeño       | 2                      |                        |                  |                     |                     |                 |  |
|  | Foz Cataratas          | Foz Cataratas          | 0                      |                        |                  |                     |                     |                 |  |
|  | Foz Cataratas          | Foz Cataratas          | 0                      |                        | Libertad/Limpeño | Libertad/Limpeño    | 2                   |                 |  |
|  |                        |                        |                        |                        | Libertad/Limpeño | Libertad/Limpeño    | 2                   |                 |  |
|  |                        |                        | Estudiantes de Guárico | Estudiantes de Guárico | 1                |                     |                     |                 |  |
|  | Estudiantes de Guárico | Estudiantes de Guárico | Estudiantes de Guárico | Estudiantes de Guárico | 1                | 2                   |                     |                 |  |
|  | Estudiantes de Guárico | Estudiantes de Guárico |                        |                        |                  | 2                   |                     |                 |  |
|  | Colón                  | Colón                  | 0                      |                        |                  | Finale 3º posto     | Finale 3º posto     | Finale 3º posto |  |
|  | Colón                  | Colón                  | 0                      |                        |                  |                     |                     |                 |  |
|  |                        |                        |                        |                        |                  |                     |                     |                 |  |
|  |                        |                        |                        |                        |                  | Foz Cataratas (dtr) | Foz Cataratas (dtr) | 0 (3)           |  |
|  |                        |                        |                        |                        |                  | Foz Cataratas (dtr) | Foz Cataratas (dtr) | 0 (3)           |  |
|  |                        |                        |                        |                        |                  | Colón               | Colón               | 0 (1)           |  |